# パノラプロ
株式会社パノラプロ（英: PANORAPRO Inc.）は、東京都千代田区に本社を置き、バーチャル・リアリティに関連するニュースを発信するメディア「PANORA」を運営している日本の企業。

## 歴史
2016年4月28日に、デジタルハリウッド大学駿河台キャンパスで、VRとアミューズメント施設のコラボレーションに関するセミナーを開催した。
2017年8月12日には、新橋ツクモデジタル.ライフ館でガジェットのフリーマーケットを開催する。
2018年2月13日に、バーチャルYouTuberであるバーチャルのじゃロリ狐娘Youtuberおじさんの公式LINEスタンプを発売した。
2019年2月15日には、ダイバーシティ東京で開催された、白上フブキ、ときのそら、名取さな、富士葵、もちひよこなどといったVTuberと話せるバレンタインイベントを行う。
2020年8月1日から、ユニティ・テクノロジーズ・ ジャパンとマイスター・ギルドと共同で、アセット開発のコンテストを行っている。

## PANORA
PANORAは法人が設立される以前の2014年に、日本初のVR専門オンラインメディアとして設立された。PANORAは、初音ミク関連ソフト『Mikulus』や、『サマーレッスン』などのキャラクター系VRを取り上げていた関係で、初期からバーチャルYouTuberの文化を追っていた。2017年2月には、デビューして3か月目のキズナアイにインタビューしている。